# Авдеев, Евгений Викторович
Евгений Викторович Авде́ев (род. 28 ноября 1982, Пермь) — российский самбист, призёр чемпионатов России и Европы по боевому самбо, мастер спорта России. Боец смешанных единоборств.

## Карьера
В 2007-2008 годах становился бронзовым призёром чемпионатов страны. В 2009 году ему удалось подняться на строчку выше в списке призёров, что дало ему возможность представлять страну на чемпионате Европы, где он стал серебряным призёром.
26 ноября 2011 года провёл свой первый бой в смешанных единоборствах с другим российским бойцом Русланом Меликовым. Дебютный бой, который оказался единственным в карьере спортсмена, был проигран единогласным решением судей.

## Спортивные результаты
- Чемпионат России по боевому самбо 2007 года — ;
- Чемпионат России по боевому самбо 2008 года — ;
- Чемпионат России по боевому самбо 2010 года — ;

## Статистика боёв
| Результат | Рекорд | Соперник       | Способ               | Турнир               | Дата                | Раунд | Время | Место             | Примечание |
| --------- | ------ | -------------- | -------------------- | -------------------- | ------------------- | ----- | ----- | ----------------- | ---------- |
| Поражение | 0-1    | Руслан Меликов | Единогласное решение | ZC — Zhirinovsky Cup | 26 ноября 2011 года | 2     | 5:00  | Челябинск, Россия |            |